# Dynastia 0
Dynastia 0 (ok. 3200 p.n.e. – ok. 3000 p.n.e.) – określenie stosowane wobec władców Górnego Egiptu, którzy prawdopodobnie zjednoczyli Egipt przed I dynastią. Głównym źródłem dostarczającym informacji o dynastii 0 są wykopaliska w nekropolii Umm al-Kaab w Abydos. Liczba i kolejność władców należących do dynastii 0 są ciągle sprawami dyskusyjnymi. Wysuwano hipotezy, iż imiona części władców mogą być równie dobrze określeniami władców I dynastii, tytułami urzędników lub nazwami majątków.
Zdaniem części badaczy ostatnim władcą dynastii 0 był Narmer.

## Władcy zaliczani do dynastii 0
- Hsekju
- Chaju
- Teje
- Czesz
- Neheb
- Wazner
- Mech
- Dwa Sokoły
- Hat-Hor
- Ny-Hor
- Pe-Hor
- Hedż-Hor
- Skorpion I
- Krokodyl
- Iry-Hor
- Ka
- Skorpion II
- Narmer